# Fondazione Aida - Teatro stabile di innovazione
Fondazione Aida nasce a Verona nel 1983 da un gruppo di artisti e professionisti teatrali che decidono di riunirsi per promuovere il teatro per ragazzi.
Nel 1987, l'associazione ottiene dal Ministero per i beni e le attività culturali il riconoscimento di "teatro stabile di innovazione" per ragazzi. 
Nel 1996 l'associazione diventa una fondazione privata: Fondazione Aida.
Dal 2003, inoltre, Fondazione Aida è diventata un centro di formazione professionale accreditato dalla regione del Veneto e organizza corsi per gli operatori tecnici, artistici e organizzativi dello spettacolo dal vivo, nella convinzione che il teatro non sia solo un momento essenziale della crescita culturale di ogni persona, ma possa anche diventare un settore in cui realizzare la propria vocazione. 
Fondazione Aida tiene anche corsi e laboratori teatrali per bambini e ragazzi, per insegnanti ed educatori (con il riconoscimento del Ministero dell'istruzione, università e ricerca), e per tutti gli appassionati.

## Teatri
Fondazione Aida non solo produce spettacoli, ma promuove la cultura teatrale con le sue rassegne negli spazi teatrali che ha in gestione.

## Riconoscimenti
Nel corso degli anni, Aida ha ottenuto riconoscimenti e accreditamenti ufficiali e ha avviato collaborazioni a lungo termine con altre organizzazioni ed istituzioni: 
- riconoscimento del Ministero per i Beni e le Attività Culturali come Teatro Stabile di Innovazione per Ragazzi e Giovani 1987;
- protocollo d'Intesa con il Ministero dell'Istruzione per l'attuazione del Progetto Lettura (2000); *Accreditamento e qualificazione presso il Ministero dell'Istruzione quale centro per l'aggiornamento degli insegnanti (2001);
- convenzione quadro con l'Università di Verona per la collaborazione didattico-scientifica nell'ambito delle discipline artistiche e dello spettacolo (2007);
- accreditamento presso la Regione del Veneto quale centro di formazione continua e superiore (2003) ai sensi dell'art.12 e segg. Cod. Civ. e dell'art.14 del DPR 24 luglio 1977 n. 616;
- convenzione con la Fondazione Arena di Verona nell'ambito della formazione professionale dello spettacolo;
- “Biglietto d'oro” rilasciato dal Ministero beni e attività culturali, dall'Ente teatrale italiano e dall'AGIS per aver raccolto il maggior numero di spettatori con una produzione teatrale per famiglie durante la stagione 2007/2008.

## Spettacoli
L'identità di Fondazione Aida è innanzi tutto la progettazione, la realizzazione e la produzione di teatro per giovani ragazzi.
Una produzione da sempre attenta a contenuti educativi e formativi e aperta con curiosità al nuovo e alla ricerca.
Il teatro di Fondazione Aida è così un teatro "laboratorio permanente" che sperimenta e che accoglie la freschezza di nuovi talenti e giovani artisti che hanno deciso di fare del teatro la propria vocazione professionale. Ogni progetto teatrale è così il frutto dell'incontro di persone, di occasioni e di energie sempre nuove e diverse.
Un teatro che con le radici ben salde nel teatro ragazzi, scommette e abbraccia discipline e forme sperimentali per essere dialogo permanente tra musica classica, contemporanea, computer graphic e tradizione storica.